# Йозеф Хаслингер
Йозеф Хаслингер (на немски: Josef Haslinger) е австрийски писател, автор на романи, разкази и есета.

## Биография
Йозеф Хаслингер е роден през 1955 г. в областта Валдфиртел в селско семейство в Долна Австрия.
Отначало се обучава в училището на манастира Цветл, където пее в детския хор. Завършва гимназията в Хорн. През 1973 г. полага матура и следва философия, театрознание и германистика във Виенския университет, където през 1980 г. представя докторска теза на тема „Естетиката на Новалис“ и става доктор по философия.
Тогава започват да излизат и първите му литературни творби.
Йозеф Хаслингер има международна извесстност като академичен преподавател. През 1983/84 г. изнася лекции в университета на Касел.
След 1989 г. приподава в различни градове на Съединените щати. През 1996 г. е професор по литературна естетика в Немския литературен институт в Лайпциг.
От 2013 до 2017 г. е президент на немския ПЕН клуб.
Йозеф Хаслингер е женен, баща е на близнаци и живее със семейството си в Лайпциг и Виена.

### Проза
- Der Konviktskaktus, Erzählungen (1980)
- Der Rauch im Wald (1981)
- Die plötzlichen Geschenke des Himmels. Was uns Pater G. in der Religionsstunde alles anvertraute. Eine Erzählung, (1983)
- Hugo Sonnenschein (1984)
- Der Tod des Kleinhäuslers Ignaz Hajek, Novelle (1985)
- Die mittleren Jahre - Srednja leta, Novelle (Zweisprachige Ausgabe: Deutsch/Slowenisch) (1990)
- Opernball (1995)
- Das Vaterspiel, Roman (2000)
- Zugvögel, Erzählungen (2006)
- Phi Phi Island. Ein Bericht (2007)
- Jáchymov, Roman (2011)

### Есета
- Die Ästhetik des Novalis (1981)
- Politik der Gefühle - Ein Essay über Österreich (1987)
- Wozu brauchen wir Atlantis (1990)
- Das Elend Amerikas. 11 Versuche über ein gelobtes Land (1992)
- Leben in der Asche. Trümmerjahre in Wien 1945-1948 (1993)
- Hausdurchsuchungen im Elfenbeinturm (1996)
- Klasse Burschen (2001)
- Leben mit Novalis, Paderborner Universitätsreden (2002)
- Am Ende der Sprachkultur? Über das Schicksal von Schreiben, Sprechen und Lesen (2003)
- Austrian Spirit. Politische Destillate aus der Heimat der Freunderlwirtschaft (2004)

## Награди
- 1980: Theodor-Körner-Preis
- 1982: Staatsstipendium des Bundesministeriums für Unterricht und Kunst für Literatur
- 1984: Förderungspreis der Stadt Wien für Literatur
- 1985: Stipendium des Deutschen Literaturfonds
- 1988: Dramatikerstipendium des Bundesministeriums für Unterricht und Kunst
- 1989: Preis der Salzburger Literaturzeitschrift „erostepost“
- 1993-94: Elias Canetti-Stipendium der Stadt Wien
- 1994: Stipendium des Deutschen Literaturfonds e.V.
- 1994: Förderungspreis des Landes Niederösterreich für Literatur
- 1996: New-York-Stipendium des Deutschen Literaturfonds e.V.
- 2000: „Литературна награда на Виена“
- 2000: „Почетна награда на австрийските книгоиздатели за толерантност в мислите и действията“
- 2001: „Награда на ЛитераТур Норд“
- 2010: Mainzer Stadtschreiber
- 2011: „Литературна награда на Рейнгау“
- 2017: Goldenes Verdienstzeichen des Landes Wien